# Arcadi Pla i Masmiquel
Arcadi Pla i Masmiquel (Girona, 1945) és un arquitecte i professor universitari català. Va estudiar arquitectura a la Universitat de Barcelona i es va llicenciar el 1969. Des del 1997 és professor a la Universitat Ramon Llull. L'any 1995 fou guardonat amb el Premi Nacional de Patrimoni Cultural per la restauració del monestir de Montserrat. El 1999, un edifici d'habitatges de protecció oficial al barri de Sant Ponç de Girona li va valer el Premi FAD, del qual ja havia estat finalista en les edicions del 1976, 1977, 1988, 1993, 1995, 1996 i 1998.